# Résidence (médecine)
 (septembre 2014).
Si vous disposez d'ouvrages ou d'articles de référence ou si vous connaissez des sites web de qualité traitant du thème abordé ici, merci de compléter l'article en donnant les références utiles à sa vérifiabilité et en les liant à la section « Notes et références ».
Pour les articles homonymes, voir Résidence.
En médecine, la résidence est le stage post-doctoral que doivent suivre les médecins pour obtenir leur droit de pratique en Amérique du Nord. L’équivalent en France est appelé le Clinicat ou l'Assistanat, l'internat concernant la période de 3 à 6 ans avant la thèse.

## Au Canada
Une fois les études de médecine pré-doctorales terminées, le médecin obtient le grade de docteur en médecine (M.D.). Les étudiants en médecine de l'Université McGill au Québec obtiennent le diplôme de doctorat en médecine et de maîtrise en chirurgie (M.D., C.M.), qui est équivalent au diplôme remis par les autres universités canadiennes par rapport à la formation médicale, mais qui ajoute une formation pratique complète de 2 années en dissection anatomique sur cadavres. Il doit par la suite compléter une résidence en médecine et est alors appelé médecin-résident. Celui-ci peut pratiquer la médecine  sous la supervision indirecte d’un médecin qui a complété un programme de résidence et dûment reçu par l’ordre professionnel de sa province ou de son territoire.
Alors que les études pré-doctorales visent à donner aux médecins une connaissance générale, théorique (pré-clinique) et pratique (externat) de la médecine, la résidence offre une formation pratique poussée dans une branche particulière de la médecine, soit en médecine générale (médecine familiale) ou en médecine spécialisée (chirurgie, pédiatrie, médecine interne, neurologie, obstétrique, etc.) Dépendant du type de résidence, celle-ci peut durer en moyenne de deux à sept ans.

## Aux États-Unis
Dans quelques États des États-Unis, les médecins peuvent généralement obtenir une licence de médecine générale pour pratiquer la médecine après avoir achevé une année de stage dans l'État où ils ont obtenu leur licence. Ces médecins-résidents ont des licences médicales et peuvent légalement pratiquer la médecine sans contrôle dans des endroits tels que les centres de soins d'urgence et les hôpitaux ruraux. Cependant, aux États-Unis en général, les médecins-résidents sont supervisés par les médecins traitants licenciés qui doivent approuver chacune de leurs prises de décision.

## En Algérie
Le résident est un médecin, pharmacien ou chirurgien dentiste qui a terminé ses études et qui poursuit sa formation dans une spécialité médicale, chirurgicale ou de sciences fondamentales.
L'accès à cette formation se fait par un concours régional dont seul un choix limité de postes est à pourvoir.

## En France
La résidence nord-américaine correspond à l'internat en France, menant à l'obtention d'une spécialité. La différence entre les deux systèmes est la délivrance aux États-Unis du diplôme de docteur en médecine à la fin du tronc commun. Les résidents sont donc déjà docteurs à l'inverse des internes français. À noter qu'un système de résidanat a existé en France jusqu'en 2004, désignant l'internat pour la médecine générale.

## Au Maroc
Les docteurs en médecine et en pharmacie  passent le concours de résidanat et sont nommés résidents sur concours.
La durée du résidanat varie de trois à cinq ans (3 ans la médecine du sport, 4 ans pour les spécialités médicales, pharmaceutique  et la biologie, 5 ans pour les spécialités chirurgicales et la médecine interne).
À la fin du résidanat un examen de fin de spécialité donne accès au diplôme de spécialité

les pharmaciens pouvant se spécialiser en biologie médicale, en pharmacie clinique et hospitalière et en industrie,